# Split Fiction
Split Fiction — це відеогра жанрі пригодницький бойовик та платформер, розроблена студією Hazelight Studios та видана компанією Electronic Arts у 2025 році. Як гра, орієнтована виключно на кооперативний мультиплеєр, вона розповідає про письменниць Міо Хадсон та Зої Фостер, які опиняються ув'язненими у світі своїх оповідань, коли їх підключають до машини, створеної для викрадення креативних ідей.
Гру Split Fiction було випущено для PlayStation 5, Windows та Xbox Series X/S 6 березня 2025 року. Після релізу гра отримала високу оцінку критиків.

## Геймплей
Як і попередня гра Hazelight — It Takes Two, Split Fiction спеціально розроблена для режиму розділеного екрана в кооперативному мультиплеєрі, що означає, що її потрібно грати з іншим гравцем як локально, так і онлайн. У грі гравці керують однією з героїнь — Зої або Міо, двома письменницями, які опиняються ув'язненими у власних історіях. Ці дві незнайомки змушені співпрацювати, щоб врятуватися та подолати численні виклики на своєму шляху, адже науково-фантастична історія Міо переплітається з фентезі-сюжетом Зої, ставлячи обидві персонажки під серйозну загрозу. Гра являє собою екшн-пригоду від третьої особи, де гравцям доводиться долати платформені випробування та час від часу боротися з ворогами.
На кожному етапі також є додатковий контент під назвою «Побічні історії», до якого можна отримати доступ через портал. Ці історії базуються на незавершених ідеях та оповіданнях, написаних Зої та Міо у молодості. Як і в основному рівні, кожна історія має власну унікальну механіку гри.

## Сюжет
Міо Хадсон та Зої Фостер — письменниці, яких запросила компанія Rader Publishing для тестування експериментального симуляційного пристрою разом із ще чотирма авторками. У той час як ексцентрична Зої сприймає це як можливість бути опублікованою як справжня авторка, стримана Міо зацікавлена лише фінансовою винагородою. Генеральний директор Джей Ді Редер представляє «Машину», яка дозволяє учасникам переживати події їхніх поданих історій як реальність. Після запуску Машини кожного учасника оточують спеціальною сферою і переводять у анабіоз, поки вони переживають свою історію. Підозрюючи експеримент та мотиви Редера, Міо панікує і намагається відмовитись, проте Редер змушує її залишитись, і під час бійки вона випадково потрапляє до сфери Зої.
Міо з'являється у фентезі-сюжеті Зої, після чого відбувається збій, який руйнує оточення. Коли герої наближаються до цього збою, обидві персонажки переноситься до науково-фантастичної історії Міо. Дует проходить через обидві історії і виявляє, що збій розширюється, оскільки Машина не була розрахована на обслуговування двох учасників в одній сфері. Система також не може бути вимкнена через продовжувані збої. Після обговорення з вищим керівництвом Редер вирішує не припиняти експеримент, оскільки ідеї занадто цінні для втрати.
Прослухавши розмови Редера та його вчених, Міо розуміє, що Редер викрадає всі їхні ідеї. Зої пропонує, що пошук додаткових збоїв може дестабілізувати систему та звільнити їх. Після встановлення зв'язку між обома групами Редер намагається підкупити Міо, але вона розпізнає його обман. Дует подорожує через численні світи, натхненні фентезі та науковою фантастикою, створеними їхньою уявою. В один момент вчені Редера намагаються перешкодити зусиллям дуету та відновити систему, проте їх встигають зупинити в останню секунду, що змушує розчарованого Редера виступити проти свого керівництва.
Під час подорожей дует починає більше пізнавати одне одного. Зої не може подолати смерть своєї сестри Елли, що трапилась у дитинстві, і звинувачує себе у цьому. Міо не вміє відкриватись іншим та закривається від емоцій, щоб впоратися зі своєю травмою. Їхні історії відображають ці внутрішні конфлікти. Коли збої загрожують знищити Машину, Редер переводить її на повну потужність всупереч бажанню керівництва, що штовхає Зої та Міо у їх підсвідомість. Вчені виступають проти таких дій, змушуючи Редера звільнити їх.
У підсвідомості Міо дует пробивається через сувору пустку, перш ніж зустріти «Темну Міо» — персоніфікацію придушених негативних емоцій. Зої вдається перемогти її після того, як Міо змушує себе відпустити свою травму. У підсвідомості Зої дует подорожує через темні дитячі спогади, поки не зустрічає Еллу. Міо заохочує Зої прийняти сестру, і вона нарешті може подолати свою втрату.
Виборовшись із-під впливу підсвідомості, дует загрожує знищенням Машини. Відчайдушний Редер насильно проникає в їхню сферу, з'являючись як величезна палаюча фігура. Зої та Міо об'єднують зусилля, щоб перемогти його та знищити Машину, що дає їм свободу. Після прибуття поліції для заарештування Редера за створення загрози, дует розходиться як подруги. Через рік Міо та Зої публікують свій перший роман «Split Fiction», заснований на їхньому досвіді у симуляції.

## Розробка
Гру Split Fiction вперше анонсували Hazelight Studios та її ігровий директор Йозеф Фарес на The Game Awards 2024. Розробку було розпочато після виходу It Takes Two у 2021 році. Командою з 80 осіб гра була створена з використанням Unreal Engine 5. Імена головних персонажів запозичено від двох дочок Фареса, а сам він порівняв наратив гри з концепцією «buddy movie», адже героїні на початку є абсолютно незнайомими і поступово зближуються для виживання.

## Випуск
Гру Split Fiction було випущено для PlayStation 5, Windows та Xbox Series X/S 6 березня 2025 року. Як і попередні проекти Hazelight, вона використовує систему «Friend's Pass», що дозволяє власнику гри запросити друга для безкоштовної спільної гри. Як і попередні проекти Hazelight, Split Fiction випускається під лейблом Electronic Arts' EA Originals.

## Відгуки
| Агрегатор  | Оцінка                               |
| ---------- | ------------------------------------ |
| Metacritic | PS5: 91/100 Win: 92/100 XSXS: 92/100 |
| OpenCritic | 97% recommend                        |

| Видання               | Оцінка |
| --------------------- | ------ |
| Destructoid           | 9.5/10 |
| Eurogamer             | 5/5    |
| GameSpot              | 10/10  |
| GamesRadar+           | 4.5/5  |
| IGN                   | 9/10   |
| PC Gamer (США)        | 87/100 |
| Push Square           | 10/10  |
| Shacknews             | 9/10   |
| TechRadar             | 5/5    |
| Video Games Chronicle | 4/5    |
| VG247                 | 5/5    |

Split Fiction отримала «загальне визнання» від критиків, згідно з даними сайту Metacritic. Сайт OpenCritic визначив, що 97% критиків рекомендують гру.

## Зовнішні посилання
- Офіційний сайт